# Moise Movilă

Blazonul familiei Movilă

Moise Movilă (n. 1596 – d. 1661, Uniunea Polono-Lituaniană) a fost domnitor al Moldovei de două ori: 28 aprilie 1630 - noiembrie 1631 și 2 iulie 1633 - aprilie 1634.

## Biografie
Moise Movilă a fost fiul domnitorului Simion Movilă și al Marghitei. A fost frate cu Gavril Movilă al Munteniei și cu Mihail Movilă al Moldovei. În cazul ambelor domnii, a obținut tronul cheltuind o „însemnătoare câtime de aur". Nu s-a distins prin nimic, decât prin perpetua grijă de a se menține pe tron. Alexandru Iliaș, în locul căruia venise, aranjează să fie mazilit în 1631. Profitând apoi de răscoala națională condusă de Vasile Lupu împotriva grecilor, de moartea lui Alexandru la Constantinopol și de uciderea lui Miron Barnovschi-Movilă, care a avut loc tot la Constantinopol, din ordinul sultanului, Moise Movilă reocupă domnia. Vasile Lupu, protejat de Abza Pașa din Silistra, ca și de Matei Basarab, începe să fie bănuit de domnitor, astfel încât este nevoit să fugă. În anul următor, în timpul războiului între turci și polonezi, domnitorii români, fiind aliați cu turcii, aceștia se așteptau ca Moise să fie de partea lor, însă acesta îi înșală, dându-le sfaturi și informații false. Acest fapt, cât și intrigile lui Lupu, îi grăbesc mazilirea în 1634. Moise Movilă fuge în Polonia încărcat de averi și moare acolo în 1661.